# Шраддгаа
Шраддгаа (Шраддгā) (санскрит: श्रद्धा, Śrad'dhā) — благоговіння, побожність; санскритський термін приблизно перекласти як «віра», що дуже важливо в індуїстській, джайнській, і буддійській літературі та вченнях. Шраддгā також жіноче ім'я в Індії і серед прихильників духовної традиції, які використовують термін; без діакритичних знаків, це зазвичай записується як Шраддга або Сраддга.
Шраддгаа являє собою широке поняття, яке не має прямого англійського відповідника чи еквівалента. На додаток до віри, він також може бути пов'язано з довірою, впевненостю та лояльністю. Учитель Аммачі описує його як «постійній пильність, що випливає з Любови», і обираючи одне слово, для перекладу його на англійську, використовував «awareness» («усвідомлення»). Інші автори також описали поняття з наголосом на перетині віри і усвідомленості, і вона була перекладена в тому ж дусі з такими словами, як «ревність».